# 大韓ニュース
『大韓ニュース』（だいかんニュース）は、1953年から1994年まで、大韓民国政府が週ごとに製作して、韓国国内の映画館で上映されていたニュース映画である。

## 沿革
1945年光復以後、朝鮮時報（조선시보）として制作が始まり、1948年の大韓民国政府樹立以後に大韓前進報（대한전진보）、1953年に大韓ニュースに名前が変わった。
1963年の映画法改正により、愛国心高揚という趣旨のもと「大韓ニュース」と「文化映画」を映画本編の前に上映することを映画館に義務づけていた。
1994年12月31日付で制作された2040号をもって映画館での上映を終了。翌1995年3月から放送を開始したケーブルテレビ向け公共チャンネル韓国放送K-TV（現・KTV国民放送）に切り替えられた。
2009年、李明博政権は「4大河川整備事業」の広報を目的として、大韓ニュースを模した広報映画を製作し全国の映画館で上映したが、時代錯誤的な官製広報と批判を受けて上映は中止された。

## 主要記録
- 浅沼稲次郎暗殺事件
- 5・16軍事クーデター
- 京釜高速道路開通
- 湖南高速道路開通
- 3選改憲
- 十月維新
- 蒋介石の死去及び国葬
- 文世光事件
- 朴正煕暗殺事件
- 1986年アジア競技大会
- ソウルオリンピック
- 技能五輪